# Vincent (Frankrijk)
Vincent is een plaats en voormalige gemeente in het Franse departement Jura in de regio Bourgogne-Franche-Comté en telt 226 inwoners (1999). De plaats maakt deel uit van het arrondissement Lons-le-Saunier.

## Geschiedenis
Op 1 april 2016 is de plaats gefuseerd met Froideville tot de huidige gemeente Vincent-Froideville.

## Geografie
De oppervlakte van Vincent bedraagt 8,8 km², de bevolkingsdichtheid is 25,7 inwoners per km².
De onderstaande kaart toont de ligging van Vincent (Frankrijk) met de belangrijkste infrastructuur en aangrenzende gemeenten.

## Demografie
Onderstaande figuur toont het verloop van het inwonertal.